# سبیلچه‌مرغ غربی
سبیلچه‌مرغ غربی (نام علمی: Dasyornis longirostris) نام یک گونه از تیره سبیلچه‌مرغ است.